# Páni z Děvína
Páni z Děvína, neboli Děvínové (polsky Dewinowie, německy Dewin) je někdejší rytířský rod původem z oblasti saského města Hřímná. Vznikl jako jedna z větví Markvarticů, kteří drželi hrad Děvín

## Historie rodu

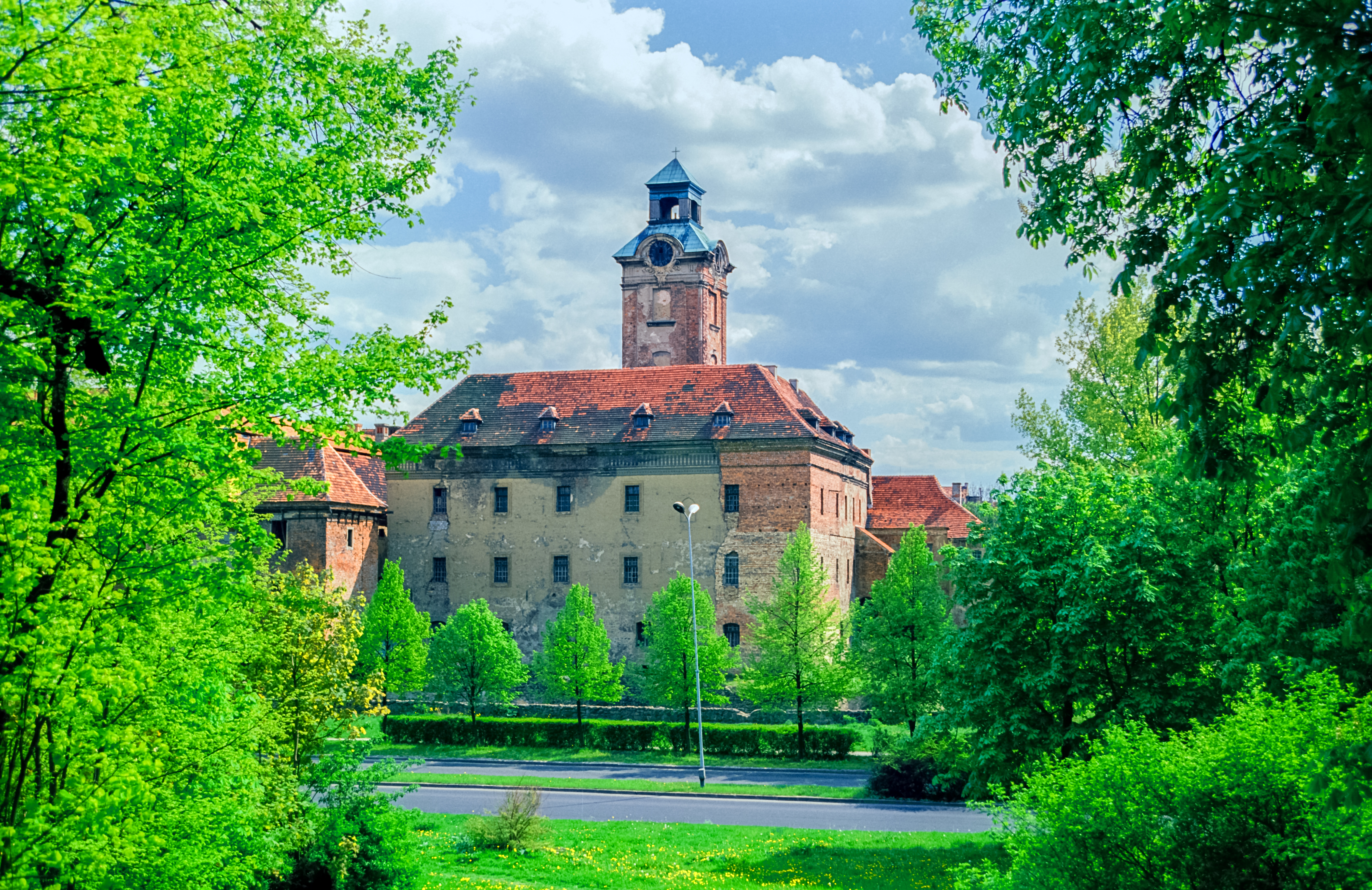
Původní hrad v Žarově přestavěný na zámecký komplex

Znak města Žarov s erbovními znaky majitelů zdejšího panství: Jelen ve zanku patří rodu Bocků z Polachu, paroh v červeném poli Biberštejnům, šíp s hvězami v červeném poli jsou atributy rodu Promniců

Snad ve 12. století (nejpozději však do 13. století) se rod objevuje v dolnolužickém panství Žarov, ke kterému se váže historie rodu.
Páni z Děvína působili ve službách německého královského rodu Welfů, slezských Jindřichovců z Piastovské linie. V roce 1246 Jindřich III. dal v léno Žarovsko Oldřichovi z Děvína. Ten byl po své smrti pochován hřbitově u jím založeného kostela sv. Petra.
V roce 1260, kdy byla oblast pod vládou rodu Děvínů, město figurovalo jako sídliště na solné stezce z Lipska do Vratislavi.
S jistotou lze tvrdit pouze to, že poslední z rodu Děvínů, Albrecht, zemřel roku 1280 a v té době již stál kamenný hrad, které odpovídá severnímu křídlu dnešního zámku. Původní hrad byl třípatrový (1. patro/suterén kamenné, další 2 patra cihlová) a vstupní brána na východní straně.
Rod vymřel ve 13. století, většina jejich panství přešla na pány z Biberštejna.